# 富士山噴發史

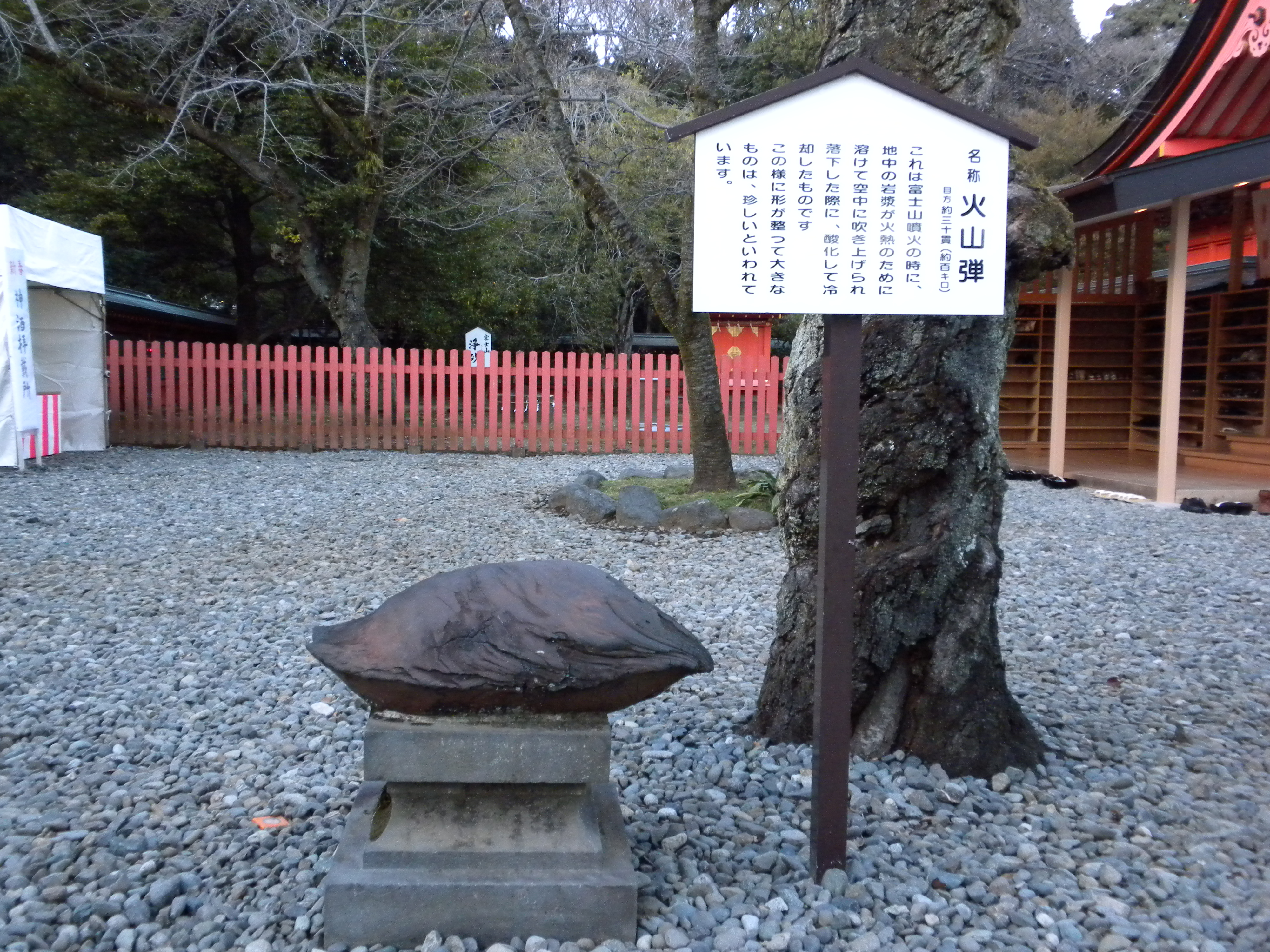
位于富士山本宫浅间大社的火山弹

富士山噴發史（日语：富士山の噴火史，ふじさんのふんかし）對富士山噴發的情況及變遷進行概說。
就高度和山體的大小而言，富士山是日本最大的火山。富士山在近10萬年間經歷了急速變大的過程，因此富士山可歸類為「年輕的火山」。現在看到的富士山是自約1萬年前開始噴發的新富士火山，在其下面還存在約70萬年前活動過的小御岳（日语：こみたけ）火山和約10萬年前到約1萬年前噴發過的古富士火山。

## 新富士火山以前的活动

富士山构造图

### 远古-10万年前：先小御岳火山、小御岳火山
富士山周边地域数百万年前开始即有火山活动。约70万年前，位于现富士山位置的小御岳火山开始活动。同一时间位于小御岳东南方的爱鷹山也有火山活动。如今小御岳的火山口位于富士山北斜面5合目（標高2300m）位置。

### 10万年前-5000年前：古富士火山（星山期）
小御岳火山活动停止後，在距今10万年前左右重新开始有火山活动，这一时期被称为古富士火山。古富士火山喷发时带来火山渣、火山灰和熔岩，这些物质沉降後形成了约3000米高的山体。

## 新富士火山
古富士火山的熔岩流在經過了約4,000年的平穩期後，約5,000年前開始進入了新的活動時期，到現在為止的火山活動被稱為新富士火山。新富士火山的噴發有熔岩流、火山碎屑流、火山渣、火山灰、山体崩坏、側火山等各種現象發生，因而又有「噴發的百貨公司」之稱。新富士火山的火山灰多為黑色。在8世紀以後日本的古文獻中對富士山的活動進行了記載。

### 公元前1万5000年-公元前6000年：新富士火山旧期（富士宫期）
富士宮期富士山山顶及山腹均有火山喷发，火山喷发持续不断的带来玄武质熔岩，流动性较好的熔岩最远到达40km以外，由南麓喷出的熔岩最终流入骏河湾中。

### 公元前6000年-公元前1500年：（須走a、b、c、d期）
a期（前6000年-前3600年）：新富士火山旧期，富士黑土层形成。
b期（前3600年-前1500年）：新富士火山中期，现今圆锥形山体形成，山体基本上由玄武岩构成。
c期（前1500年-前300年）：新富士火山旧新期前半，由山顶和山腹熔岩流出转为熔岩喷发，公元前1300年的喷发形成大室山和片蓋山。
d期（前300年-现在）：新富士火山旧新期前半。古书共记载公元781年以来富士山16次喷发，其中有10次处于平安时代的800年-1083年间。

## 年表

### 约3000年前
绳文时代后期共喷发4次。

### 约2900年前
富士山东斜面发生大规模山体坍塌，崩塌的泥石流东侧流入足柄平野，西侧流入骏河湾，历史上称之为御殿场泥石流。此次泥石流堆积范围约有三岛市面积大小（62km²）。现代估测坍塌总面积约为1.76平方千米。

### 482年（清寧天皇三年）
农历三月-四月喷发。
清寧天皇三年壬戌三・四月、富士浅間山烧崩、黒煙聳天、熱灰頻降、三農營絶、五穀不熟、依之帝臣驚騷、人民愁歎
 — 走湯山縁起

### 781年 （天應元年）
喷发

### 800年〜802年（延曆19年）
农历三月十四-四月十八喷发：延暦大喷发
自去三月十四日迄四月十八日、富士山巅自烧、昼則烟气暗瞑、夜則火花照天、其声若雷、灰下如雨、山下川水皆紅色也
 — 日本纪略

### 802年（延曆21年）
駿河国富士山、昼夜恒燎、砂礫如霰者、求之卜筮、占曰、于疫、宜令两国加鎮謝、及读经以攘灾殃
五月、甲戌、废相模国足柄路開筥荷途、以富士烧砕石塞道也

### 864年（贞观6年）
864年6月-866年年初喷发：贞观大喷发
富士郡正三位浅間大神大山火、其勢甚熾、焼山方一二許里。
光炎高二十許丈、大有声如雷、地震三度。歴十余日、火猶不滅。焦岩崩嶺、沙石如雨、煙雲鬱蒸、人不得近。大山西北、有本栖水海（みずうみ）、所焼岩石、流埋海中、遠三十許里、广三四許里、高二三許丈。火焰遂属甲斐国堺。
 — 日本三代实录(5月25日)
注：1里约650米
駿河国富士大山、忽有暴火、焼砕崗巒、草木焦殺。土鑠石流、埋八代郡本栖并剗两水海。水熱如湯、魚鼈皆死。百姓居宅、与海共埋、或有宅無人、其数難記。两海以東、亦有水海、名曰河口海；火焰赴向河口海、本栖、剗等海。未焼埋之前、地大震動、雷電暴雨、雲霧晦冥、山野難弁、然後有此灾異焉。
 — 日本三代实录(7月17日)

### 937年（承平7年）
喷发。
甲斐国言、駿河国富士山神火埋水海
 — 日本紀略(承平7年旧曆11月某日)

### 999年 （長保元年）
喷发。

### 1015年左右（长和3年）
北麓（剑丸尾第１溶岩）及南麓（不動泽溶岩）同时喷发。

### 1033年初 （長元5年末）
喷发。

### 1083年（永保3年）
喷发。

### 1435年及1436年初（永享7年）
喷发。

### 1511年（永正8年）
喷发。

### 1704年（元禄16年末〜17年初）

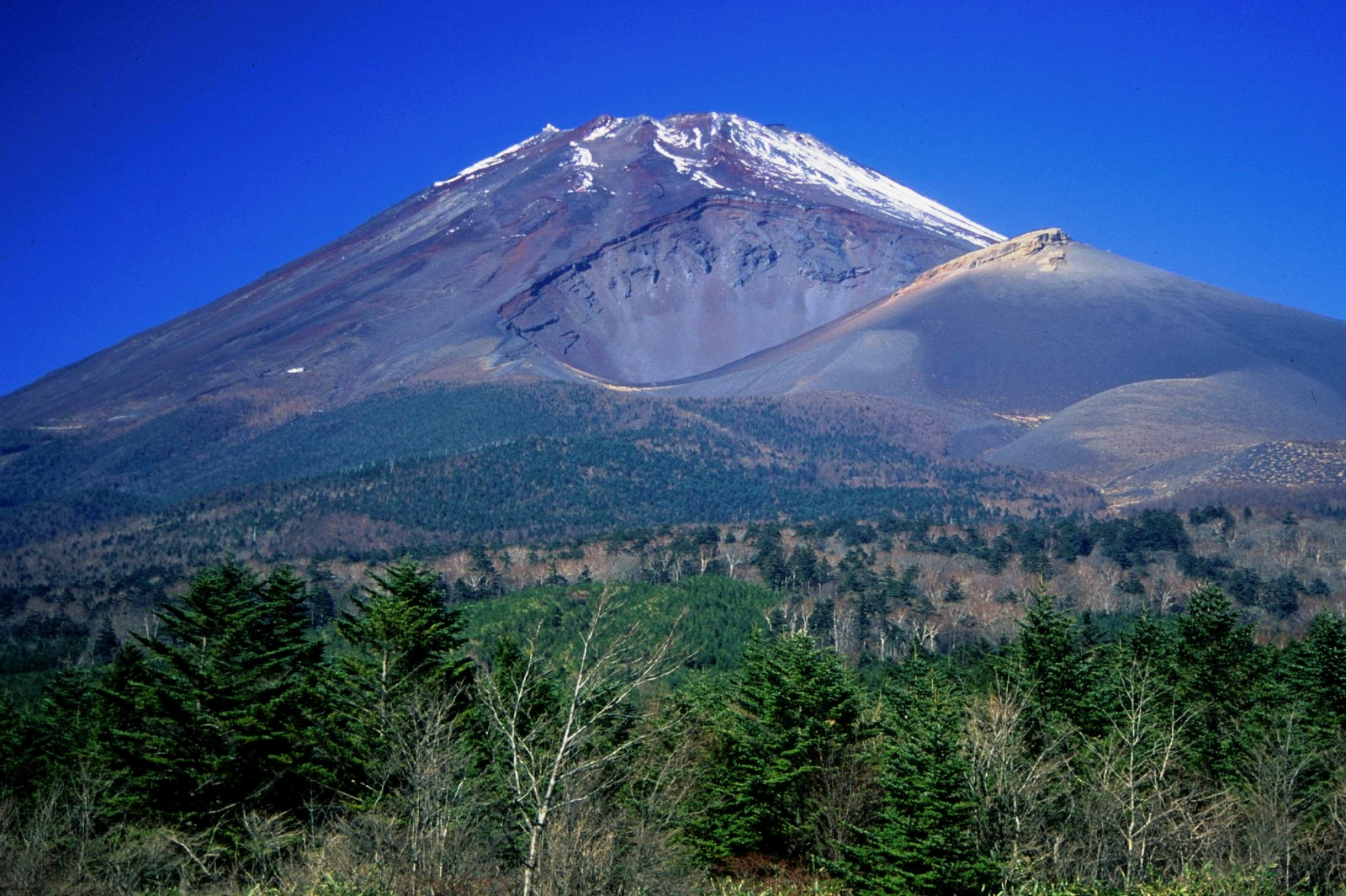
从十里木高原所见的富士山，图中富士山右下方山坡上的火山口为宝永山喷发口

鸣动。

### 1708年（宝永5年）
鸣动。

### 1854年（嘉永7年・安政元年）
安政東海地震发生，地震後富士山顶出现异样的黑色乌云，8合目出现大量火焰。

### 1923年（大正12年）
喷气。

### 1987年（昭和62年）
山顶出现有感地震。

### 2012年 （平成24年）
2月10日，富士山3合目（山頂西北約6km）处的山腹被发现有喷气出现。